# Hirschhorn/Pfalz
Hirschhorn/Pfalz è un comune di 771 abitanti della Renania-Palatinato, in Germania.
Appartiene al circondario (Landkreis) di Kaiserslautern (targa KL) ed è parte della comunità amministrativa (Verbandsgemeinde) di Otterbach-Otterberg.
Il territorio comunale è bagnato dalle acque della Lauter, affluente del Glan.